# Xã Smallwood, Quận Jasper, Illinois
Xã Smallwood (tiếng Anh: Smallwood Township) là một xã thuộc quận Jasper, tiểu bang Illinois, Hoa Kỳ. Năm 2010, dân số của xã này là 411 người.